# Sinfonia n. 2 (Mendelssohn)
La Sinfonia n. 2 in si bemolle maggiore, op. 52, Lobgesang (Inno di lode) è una sinfonia corale composta da Felix Mendelssohn nel 1840. È in realtà la sua quarta sinfonia in ordine di composizione. Il compositore la descrisse come «una sinfonia-cantata sul testo della Sacra Bibbia, per solisti, coro ed orchestra». È formata da tre movimenti puramente orchestrali e nove per solisti, coro, organo e orchestra. La sinfonia fu eseguita per la prima volta il 25 giugno 1840 nella chiesa di San Tommaso a Lipsia sotto la direzione dello stesso Mendelsshon, in occasione della celebrazione del quattrocentesimo anniversario dell'invenzione della stampa da parte di Johannes Gutenberg, per la quale l'opera era stata composta.

## Struttura e testi
1. Sinfonia
2. Coro e soprano
Alles, was Odem hat, lobe den Herrn. (Salmo 150)
Lobt den Herrn mit Saitenspiel, lobt ihn mit eurem Lied. (Salmo 33)
Und alles Fleisch lobe seinen heiligen Namen. (Salmo 145)
Lobe den Herrn, meine Seele, und was in mir ist, seinen heiligen Namen.
Lobe den Herrn, meine Seele, und vergiß es nicht, was er dir Gutes getan. (Salmo 103)
3. Recitativo e Aria
Saget es, die ihr erlöst seid durch den Herrn,

die er aus der Not errettet hat,

aus schwerer Trübsal, aus Schmach und Banden,

die ihr gefangen im Dunkel waret,

alle, die er erlöst hat aus der Not.
Saget es! Danket ihm und rühmet seine Güte! (Salmo 107)
Er zählet unsre Tränen in der Zeit der Not,

er tröstet die Betrübten mit seinem Wort. (Salmo 56)
Saget es! Danket ihm und rühmet seine Güte.
4. Coro
Sagt es, die ihr erlöset seid

von dem Herrn aus aller Trübsal.

Er zählet unsere Tränen.
5. Duetto e Coro
Ich harrete des Herrn, und er neigte sich zu mir und hörte mein Flehn.

Wohl dem, der seine Hoffnung setzt auf den Herrn!

Wohl dem, der seine Hoffnung setzt auf ihn! (Salmo 40)
6. Aria e Recitativo
Stricke des Todes hatten uns umfangen,

und Angst der Hölle hatte uns getroffen,

wir wandelten in Finsternis. (Salmo 116)
Er aber spricht: Wache auf! der du schläfst,

stehe auf von den Toten, ich will dich erleuchten! (Efesini 5:14)
Wir riefen in der Finsternis: Hüter, ist die Nacht bald hin?

Der Hüter aber sprach:

Wenn der Morgen schon kommt, so wird es doch Nacht sein;

wenn ihr schon fraget, so werdet ihr doch wiederkommen

und wieder fragen: Hüter, ist die Nacht bald hin? (Isaia 21)
7. Coro
Die Nacht ist vergangen, der Tag aber herbei gekommen.

So laßt uns ablegen die Werke der Finsternis,

und anlegen die Waffen des Lichts,

und ergreifen die Waffen des Lichts. (Romani 13:12)
8. Corale
Nun danket alle Gott mit Herzen, Mund und Händen,

der sich in aller Not will gnädig zu uns wenden,

der so viel Gutes tut, von Kindesbeinen an

uns hielt in seiner Hut und allen wohlgetan.

Lob Ehr und Preis sei Gott, dem Vater und dem Sohne,

und seinem heilgen Geist im höchsten Himmelsthrone.

Lob dem dreiein'gen Gott, der Nacht und Dunkel schied

von Licht und Morgenrot, ihm danket unser Lied. (Evangelisches Kirchengesangbuch; testo di Martin Rinckart, 1636)
9. Duetto
Drum sing ich mit meinem Liede ewig dein Lob, du treuer Gott!

Und danke dir für alles Gute, das du an mir getan.

Und wandl' ich in der Nacht und tiefem Dunkel

und die Feinde umher stellen mir nach,

so rufe ich an den Namen des Herrn,

und er errettet mich nach seiner Güte. (Salmi 28, 31, e 103)
10. Coro
Ihr Völker! bringet her dem Herrn Ehre und Macht!

Ihr Könige! bringet her dem Herrn Ehre und Macht!

Der Himmel bringe her dem Herrn Ehre und Macht!

Die Erde bringe her dem Herrn Ehre und Macht! (Salmo 96)
Alles danke dem Herrn!

Danket dem Herrn und rühmt seinen Namen

und preiset seine Herrlichkeit. (Salmi 105 e 150)
Alles, was Odem hat, lobe den Herrn, Halleluja! (Salmo 150)